# Kanada na Zimowych Igrzyskach Olimpijskich 1964
Kanadę na Zimowych Igrzyskach Olimpijskich 1964 reprezentowało 55 zawodników: 43 mężczyzn i 12 kobiet. Był to dziewiąty start reprezentacji Kanady na zimowych igrzyskach olimpijskich.

## Zdobyte medale
| Medal | Zawodnik                                     | Dyscyplina           | Konkurencja      | Rezultat    |
| ----- | -------------------------------------------- | -------------------- | ---------------- | ----------- |
| Złoto | Doug Anakin John Emery Vic Emery Peter Kirby | Bobsleje             | Czwórki mężczyzn | 4:14,46 min |
| Brąz  | Petra Burka                                  | Łyżwiarstwo figurowe | Solistki         | 1940 pkt    |
| Brąz  | Debbi Wilkes Guy Revell                      | Łyżwiarstwo figurowe | Pary sportowe    | 98,5 pkt    |

## Skład kadry

### Biegi narciarskie
Mężczyźni
| Zawodnik                                               | Konkurencja        | czas               | Pozycja            |
| ------------------------------------------------------ | ------------------ | ------------------ | ------------------ |
| Donald MacLeod                                         | Bieg na 15 km      | 55:58,5            | 34.                |
| Franz Portmann                                         | Bieg na 15 km      | 58:47,0            | 51.                |
| Eric Luoma                                             | Bieg na 15 km      | 1:01:39,8          | 61.                |
| Martti Rautio                                          | Bieg na 15 km      | 1:02:52,4          | 65.                |
| Donald MacLeod                                         | Bieg na 30 km      | 1:42:17,7          | 38.                |
| Martti Rautio                                          | Bieg na 30 km      | 1:46:18,6          | 52.                |
| Eric Luoma                                             | Bieg na 50 km      | Nie ukończył biegu | Nie ukończył biegu |
| Franz Portmann                                         | Bieg na 50 km      | Nie ukończył biegu | Nie ukończył biegu |
| Donald MacLeod Martti Rautio Eric Luoma Franz Portmann | Sztafeta 4 × 10 km | 2:44:29,1          | 15.                |

### Bobsleje
Mężczyźni
| Osada | Zawodnik                                               | Konkurencja | Ślizg 1 | Ślizg 2 | Ślizg 3 | Ślizg 4 | Łącznie | Pozycja |
| ----- | ------------------------------------------------------ | ----------- | ------- | ------- | ------- | ------- | ------- | ------- |
| CAN-2 | Vic Emery Peter Kirby                                  | Dwójki      | 1:05,15 | 1:05,93 | 1:05,96 | 1:06,45 | 4:23,49 | 4.      |
| CAN-1 | John Emery Gordon Currie                               | Dwójki      | 1:07,85 | 1:07,64 | 1:06,75 | 1:06,63 | 4:28,97 | 11.     |
| CAN-1 | Doug Anakin John Emery Vic Emery Peter Kirby           | Czwórki     | 1:02,99 | 1:03,82 | 1:03,64 | 1:04,01 | 4:14,46 | złoto   |
| CAN-2 | Monty Gordon Chris Ondaatje David Hobart Gordon Currie | Czwórki     | 1:04,63 | 1:04,43 | 1:05,06 | 1:05,66 | 4:19,78 | 14.     |

### Hokej na lodzie
Reprezentacja mężczyzn
| - Henryk Akervall - Gary Begg - Roger Bourbonnais - Kenneth Broderick - Raymond Cadieux - Terrence Clancy - Brian Conacher - Paul Conlin |  | - Daniel Dineen - Robert Forhan - Marshall Johnston - Seth Martin - John Barry MacKenzie - Terrence O'Malley - Rodney Seiling - George Swarbrick |

Reprezentacja Kanady w rundzie eliminacyjnej pokonała reprezentację Jugosławii i awansowała do grupy finałowej, w której zajęła 4. miejsce.
| 27 stycznia 1964 | Kanada | 14:1 | Jugosławia | Messehalle |

| Godzina: 11:30 |  | (5:1, 6:0, 3:0) |  |  |

### Tabela końcowa

#### Grupa finałowa
| Drużyna           | M | Mecze | Mecze | Mecze | Bramki | Bramki | Bramki | Pkt | Uwagi |
| Drużyna           | M | W     | R     | P     | +      | -      | +/-    | Pkt | Uwagi |
| ----------------- | - | ----- | ----- | ----- | ------ | ------ | ------ | --- | ----- |
| ZSRR              | 7 | 7     | 0     | 0     | 54     | 10     | +44    | 14  |       |
| Szwecja           | 7 | 5     | 0     | 2     | 47     | 16     | +31    | 10  |       |
| Czechosłowacja    | 7 | 5     | 0     | 2     | 38     | 19     | +19    | 10  |       |
| Kanada            | 7 | 5     | 0     | 2     | 32     | 17     | +15    | 10  |       |
| Stany Zjednoczone | 7 | 2     | 0     | 5     | 29     | 33     | -4     | 4   |       |
| Finlandia         | 7 | 2     | 0     | 5     | 10     | 31     | -21    | 4   |       |
| Niemcy            | 7 | 2     | 0     | 5     | 13     | 49     | -36    | 4   |       |
| Szwajcaria        | 7 | 0     | 0     | 7     | 9      | 57     | -48    | 0   |       |

Wyniki
| 29 stycznia 1964 | Kanada | 8:0 | Szwajcaria | Messehalle |

| Godzina: 17:00 |

| 30 stycznia 1964 | Kanada | 3:1 | Szwecja | Eisstadion |

| Godzina: 21:00 |

| 2 lutego 1964 | Kanada | 4:2 | Niemcy | Eisstadion |

| Godzina: 13:00 |

| 3 lutego 1964 | Kanada | 8:6 | Stany Zjednoczone | Eisstadion |

| Godzina: 20:30 |

| 5 lutego 1964 | Kanada | 6:2 | Finlandia | Eisstadion |

| Godzina: 14:00 |

| 7 lutego 1964 | Kanada | 1:3 | Czechosłowacja | Eisstadion |

| Godzina: 20:30 |

| 8 lutego 1964 | Kanada | 2:3 | ZSRR | Eisstadion |

| Godzina: 17:00 |

### Łyżwiarstwo figurowe
| Zawodnik                  | Konkurencja   | Nota   | Pozycja |
| ------------------------- | ------------- | ------ | ------- |
| Petra Burka               | Solistki      | 1940,0 | brąz    |
| Wendy Griner              | Solistki      | 1775,3 | 10.     |
| Shirra Kenworthy          | Solistki      | 1756,3 | 12.     |
| Donald Knight             | Soliści       | 1746,6 | 9.      |
| Charles Snelling          | Soliści       | 1705,5 | 13.     |
| Bill Neale                | Soliści       | 1667,7 | 16.     |
| Debbi Wilkes Guy Revell   | Pary sportowe | 98,5   | brąz    |
| Faye Strutt Jim Watters   | Pary sportowe | 85,3   | 14.     |
| Linda Ward Neil Carpenter | Pary sportowe | 84,2   | 16.     |

### Łyżwiarstwo szybkie
Mężczyźni
| Zawodnik      | Konkurencja   | Konkurencja   | Konkurencja    | Konkurencja    | Konkurencja    | Konkurencja    | Konkurencja      | Konkurencja      |
| Zawodnik      | Bieg na 500 m | Bieg na 500 m | Bieg na 1500 m | Bieg na 1500 m | Bieg na 5000 m | Bieg na 5000 m | Bieg na 10 000 m | Bieg na 10 000 m |
| Zawodnik      | Czas          | Miejsce       | Czas           | Miejsce        | Czas           | Miejsce        | Czas             | Miejsce          |
| ------------- | ------------- | ------------- | -------------- | -------------- | -------------- | -------------- | ---------------- | ---------------- |
| Ralf Olin     | 44,2          | 39.           | 2:19,7         | 37.            | 8:18,2         | 25.            | 16:53,3          | 15.              |
| Gerald Koning |               |               | 2:24,0         | 47.            | 8:26,9         | 35.            |                  |                  |

Kobiety
| Zawodnik         | Konkurencja   | Konkurencja   | Konkurencja    | Konkurencja    | Konkurencja    | Konkurencja    | Konkurencja    | Konkurencja    |
| Zawodnik         | Bieg na 500 m | Bieg na 500 m | Bieg na 1000 m | Bieg na 1000 m | Bieg na 1500 m | Bieg na 1500 m | Bieg na 3000 m | Bieg na 3000 m |
| Zawodnik         | Czas          | Miejsce       | Czas           | Miejsce        | Czas           | Miejsce        | Czas           | Miejsce        |
| ---------------- | ------------- | ------------- | -------------- | -------------- | -------------- | -------------- | -------------- | -------------- |
| Doreen Ryan      | 47,7          | 10.           | 1:38,7         | 11.            | 2:34,0         | 16.            | 5:46,5         | 24.            |
| Doreen McCannell | 48,0          | 13.           | 1:39,4         | 13.            | 2:32,7         | 13.            | 5:26,4         | 8.             |

### Narciarstwo alpejskie
Mężczyźni
| Zawodnik         | Konkurencja | Konkurencja | Konkurencja              | Konkurencja              | Konkurencja                      | Konkurencja                      | Konkurencja                      | Konkurencja                      |
| Zawodnik         | Zjazd       | Zjazd       | Slalom gigant            | Slalom gigant            | Slalom specjalny                 | Slalom specjalny                 | Slalom specjalny                 | Slalom specjalny                 |
| Zawodnik         | Czas        | Pozycja     | Czas                     | Pozycje                  | Czas 1-go przejazdu              | Czas 2-go przejazdu              | Czas łączny                      | Pozycja                          |
| ---------------- | ----------- | ----------- | ------------------------ | ------------------------ | -------------------------------- | -------------------------------- | -------------------------------- | -------------------------------- |
| Jean-Guy Brunet  | 2:26,59     | 25.         | 1:59,60                  | 27.                      | Dyskwalifikacja                  | Nie ukończył konkurencji         | Nie ukończył konkurencji         | Nie ukończył konkurencji         |
| Gary Battistella | 2:27,74     | 28.         | Dyskwalifikacja          | Dyskwalifikacja          |                                  |                                  |                                  |                                  |
| Rodney Hebron    | 2:27,90     | 30.         | Nie ukończył konkurencji | Nie ukończył konkurencji | Dyskwalifikacja                  | Nie ukończył konkurencji         | Nie ukończył konkurencji         | Nie ukończył konkurencji         |
| Peter Duncan     | 2:30,06     | 34.         | 1:58,44                  | 26.                      | 1:14,22                          | 1:04,88                          | 2:19,10                          | 19.                              |
| Robert Swan      |             |             |                          |                          | Dyskwalifikacja w kwalifikacjach | Dyskwalifikacja w kwalifikacjach | Dyskwalifikacja w kwalifikacjach | Dyskwalifikacja w kwalifikacjach |

Kobiety
| Zawodniczka              | Konkurencja | Konkurencja | Konkurencja   | Konkurencja   | Konkurencja         | Konkurencja               | Konkurencja               | Konkurencja               |
| Zawodniczka              | Zjazd       | Zjazd       | Slalom gigant | Slalom gigant | Slalom specjalny    | Slalom specjalny          | Slalom specjalny          | Slalom specjalny          |
| Zawodniczka              | Czas        | Pozycja     | Czas          | Pozycja       | Czas 1-go przejazdu | Czas 2-go przejazdu       | Czas łączny               | Pozycja                   |
| ------------------------ | ----------- | ----------- | ------------- | ------------- | ------------------- | ------------------------- | ------------------------- | ------------------------- |
| Nancy Greene             | 1:59,23     | 7.          | 1:57,76       | 16.           | 51,47               | 49,95                     | 1:41,42                   | 15.                       |
| Linda Crutchfield-Bocock | 2:03,10     | 24.         | 2:05,04       | 32.           | 53,77               | 49,38                     | 1:43,15                   | 16.                       |
| Karen Dokka              | 2:04,04     | 28.         | 2:09,63       | 34.           | Dyskwalifikacja     | Nie ukończyła konkurencji | Nie ukończyła konkurencji | Nie ukończyła konkurencji |
| Nancy Holland            | 2:04,53     | 34.         | 2:04,39       | 31.           | Dyskwalifikacja     | Nie ukończyła konkurencji | Nie ukończyła konkurencji | Nie ukończyła konkurencji |

### Saneczkarstwo
Mężczyźni
| Zawodnik    | Konkurencja | Ślizg 1         | Ślizg 2         | Ślizg 3         | Ślizg 4         | Łącznie         | Pozycja         |
| ----------- | ----------- | --------------- | --------------- | --------------- | --------------- | --------------- | --------------- |
| Doug Anakin | Jedynki     | Nie wystartował | Nie wystartował | Nie wystartował | Nie wystartował | Nie wystartował | Nie wystartował |

### Skoki narciarskie
Mężczyźni
| Konkurencja       | Skoczek      | Skok 1    | Skok 1 | Skok 2    | Skok 2 | Skok 3    | Skok 3 | Nota   | Pozycja |
| Konkurencja       | Skoczek      | odległość | Nota   | odległość | Nota   | odległość | Nota   | Nota   | Pozycja |
| ----------------- | ------------ | --------- | ------ | --------- | ------ | --------- | ------ | ------ | ------- |
| Skocznia normalna | Kaare Lien   | 72,0      | 93,9   | 72,0      | 94,4   | 69,0      | 90,2   | 188,30 | 43.     |
| Skocznia normalna | John McInnes | 62,0      | 76,7   | 65,5      | 82,9   | 65,0      | 83,4   | 166,3  | 53.     |
| Skocznia duża     | Kaare Lien   | 83,5      | 91,4   | 73,0      | 83,9   | 62,0      | 74,0   | 175,3  | 45.     |
| Skocznia duża     | John McInnes | 79,0      | 86,4   | 73,5      | 80,9   | 66,0      | 79,4   | 167,30 | 50.     |